# Lene Bidstrup
Pour les articles homonymes, voir Bidstrup.
Lene Bidstrup, née le 19 août 1966 à Copenhague, est une joueuse danoise de curling.

## Biographie
Lene Bidstrup est médaillée d'argent  aux Championnats d'Europe 1997 et 2001, et médaillée de bronze aux Championnats du monde en 1999 et 2001. Lene Bidstrup participe aussi aux Jeux olympiques d'hiver de 1992  et aux Jeux olympiques d'hiver de 2002.
Elle est la sœur de la curleuse Jane Bidstrup.